# João Cardoso Valente
João Cardoso Valente (Porto, 8 de Outubro de 1859 - Dresden, 28 de Agosto de 1904), 1.° Conde da Tabueira, foi um empresário agrícola e político português.

## Biografia
Filho de Francisco Cardoso Valente, grande proprietário e capitalista, e de sua mulher Teresa de Jesus do Junça.
Bacharel em Direito pela Faculdade de Direito da Universidade de Coimbra em 1883.
Foi Vice-Presidente da Real Associação Central da Agricultura Portuguesa e da Câmara Municipal de Aveiro.
Consagrou-se activamente à administração da sua lavoura, tanto em Aveiro como no Douro.
Casou com María Aurora Ángela Benigna Inés de la Santísima Trinidad Muñoz y Puig de Peñalver y Fernández, Espanhola, Dama da Ordem Equestre do Santo Sepulcro de Jerusalém da Santa Sé, filha de Rafael Muñoz de Peñalver, Coronel do Exército Espanhol, e de sua mulher ... Puig y Fernández.
Foi Deputado nas Legislaturas de 1884-1887, com Juramento a 3 de Janeiro de 1885, e de 1887-1889, com Juramento a 15 de Abril de 1887, em ambas eleito pelo Círculo Eleitoral de Vila Nova de Gaia. Não produziu qualquer intervenção na Câmara dos Deputados do Parlamento nem pertenceu a qualquer Comissão Parlamentar.
Foi agraciado em sua vida com o título de Conde da Tabueira por Decreto de D. Carlos I de Portugal datado de 19 de Julho de 1901.
Estando na Saxónia, na Alemanha, foi vítima duma queda de bicicleta e veio a morrer em consequência dos ferimentos.